# Rose Island, Labrador
Rose Island är en ö i Kanada.   Den ligger i provinsen Newfoundland och Labrador, i den östra delen av landet, 1 700 km nordost om huvudstaden Ottawa. Arean är 5,1 kvadratkilometer.
Terrängen på Rose Island är platt. Öns högsta punkt är 124 meter över havet. Den sträcker sig 4,3 kilometer i nord-sydlig riktning, och 2,7 kilometer i öst-västlig riktning.
Trakten runt Rose Island är nära nog obefolkad, med mindre än två invånare per kvadratkilometer.